# ダイヤルイン
ダイヤルイン（ダイヤルインサービス）は、加入者線に電話番号を追加し、電気通信事業者の電話交換機から着信先の加入者線に着信番号情報を送出する電話の付加サービスである。その番号情報により特定の内線に着信させることが可能となる。
誤用や俗称としては特定の番号に電話をかけるとその組織の内線番号の入力を求められる「追加ダイヤルイン」や単にオペレーターを経由しないで目的の電話に着信する物をしめす。

## 概要
| 項目                                           | アナログ | アナログ | ISDN | IP電話 | 備考                                                                                             |
| 項目                                           | モデム   | PB       | ISDN | IP電話 | 備考                                                                                             |
| ---------------------------------------------- | -------- | -------- | ---- | ------ | ------------------------------------------------------------------------------------------------ |
| ナンバーディスプレイ・キャッチホンの同時利用   | ○        | ×        | ○    | ○      |                                                                                                  |
| ネームディスプレイの同時利用                   | ○        | ×        | ○    | ×      |                                                                                                  |
| ボイスワープの同時利用                         | ×        | ×        | ○    | ○      |                                                                                                  |
| トリオホンの同時利用                           | ×        | ×        | ○    | ×      |                                                                                                  |
| 迷惑電話おことわりの同時利用                   | ×        | ×        | △    | △      |                                                                                                  |
| マジックボックスの同時利用                     | ×        | ×        | △    | ×      |                                                                                                  |
| でんわ会議（ホスト側）の同時利用               | ×        | ×        | ×    | ×      |                                                                                                  |
| フリーダイヤル・ナビダイヤルのサービス番号通知 | ×        | ×        | ○    | ○      |                                                                                                  |
| 夜間閉塞機能                                   | ○        | ○        | ×    | ×      | 制御用の着信用電話回線のL2線に地気を送出することで、一般電話手順で夜間休日受付電話に接続する。   |
| 構内交換機等の故障時切替機能                   | ○        | ○        | ×    | ×      | 機器の故障時に制御用の着信用電話回線のL2線に地気を送出することで、一般電話手順で接続する。       |
| グローバル着信機能                             | ×        | ×        | ○    | ×      | 契約者回線番号（代表ダイヤルインの場合は代表パイロット番号）の場合、着信先番号情報を送出しない。 |

### 用途
- 対応する内線電話交換機で番号情報を利用して特定の内線に着信させることを可能にし、代表番号のオペレーターの負担を軽くする。
- 音声通話とファクシミリを別番号としファクシミリのみ直接応答させる。
- 加入者線の契約数を減らすことによる基本料金の削減。

```
Phone (0XX-YYY-AAAA) --| P |-- 加入者線1
Phone (0XX-YYY-BBBB) --| B |-- 加入者線2
Phone (0XX-YYY-CCCC) --| X |-- 加入者線3
FAX   (0XX-YYY-DDDD) --|   |
```

### 網側から通知される電話番号
一般的に、発信者がダイヤルした番号がそのまま通知される。
発信側がフリーダイヤル・ナビダイヤル番号へかけた場合は、着信宛先電話番号（0ABC-DE-FGHJ・050-XXXX-YYYY等）がダイヤルイン番号として通知される。サービス番号通知を契約したISDN・IP電話の場合、フリーダイヤル・ナビダイヤル番号（0120-XXX-YYY・0800-XXX-YYYY・0570-XXX-YYY等）が追加して通知される。

### ダイヤルインサービスの利用者から外部へ発信した場合の電話番号の通知
発信に使用した回線の加入者番号（回線番号）または、代表番号が通知されるのが一般的である。
アナログ回線・IP電話で特定番号通知機能を契約した場合、フリーダイヤル・ナビダイヤル番号と、加入者番号（回線番号）または代表番号とを、回線設定で切り替えて通知できる。
ISDN回線の場合、その内線のダイヤルイン番号もしくは契約している任意のダイヤルイン番号が、特定番号通知機能を契約した場合フリーダイヤル・ナビダイヤル番号が、通信機器の設定で通知可能である。ただし、構内交換機・ビジネスフォン固有の設定条件があるので、メーカーもしくは電話工事業者に確認をする必要がある。

## ISDN のダイヤルイン
ISDN回線のDチャネルを使用するものである。「INSネット1500」で多数の外線を束ね特定の内線に直接着信させるために使用される。サブアドレス・サービスクラスの同時利用も可能である。
同じDチャネルを共用する回線である1つのインターフェースグループだけではなく、複数のインターフェースグループやアナログ電話回線を代表番号で束ねて使用することも可能である。
```
Phone (0XX-YYY-AAAA) --| P |-- 23B+D
Phone (0XX-YYY-BBBB) --| B |-- 24B
Phone (0XX-YYY-CCCC) --| X |-- 24B
FAX   (0XX-YYY-DDDD) --|   |
```

```
Phone (0XX-YYY-AAAA) --| P |-- 23B+D
Phone (0XX-YYY-BBBB) --| B |-- 23B+D
Phone (0XX-YYY-CCCC) --| X |-- アナログ電話回線
FAX   (0XX-YYY-DDDD) --|   |
```

P-P接続の場合1000、「INSネット64」のP-MP接続の場合100番号までの追加が可能である。また、グローバル着信あり（Dチャネルに最初から付与された契約者回線番号の場合に着信電話番号情報を送出しない）の場合、1番号分料金が安くなる。
1988年4月からサービスが提供されている。
- 条件付で併用可能なサービス
  - 迷惑電話おことわり
  - INSマジックボックス
- 併用不可能なサービス
  - i・ナンバー
  - でんわ会議（ホスト側）

## アナログ電話回線のダイヤルイン
アナログ電話回線で代表扱いと組み合わせる場合、束ねる回線数とさらに追加する番号の合計数のダイヤルインサービス契約が必要である。

### モデムダイヤルイン
アナログ電話回線でモデム信号を利用して着信宛先電話番号を通知するものである。同じモデム信号を利用するナンバーディスプレイ・ネームディスプレイとも併用可能である。
1997年11月からサービスが提供されている。
- 併用不可能なサービス
  - 迷惑電話おことわり
  - ボイスワープ
  - トリオホン
  - マジックボックス
  - でんわ会議（ホスト側）

### PBダイヤルイン
アナログ電話回線でDTMF（プッシュ信号）を利用して着信宛先電話番号を通知するものである。同じ代表番号群でのモデムダイヤルインとの併用はできない。
1985年11月からサービスが提供されている。
- 併用不可能なサービス
  - ナンバーディスプレイ
  - ネームディスプレイ
  - キャッチホン
  - 迷惑電話おことわり
  - ボイスワープ
  - トリオホン
  - マジックボックス
  - でんわ会議（ホスト側）

## IP電話のダイヤルイン
ダイヤルインサービスは企業向けのIPセントレックスで提供されている。また、ほとんど全ての企業向けIP電話、一部の個人向けのものでも利用可能である。
VoIPアダプタの設定により、アナログポートにモデムダイヤルイン機能を持たせる商品もある。
また、同一事業者であっても、固定電話回線の番号とIP電話番号を混在させて、番号に組み込むことは不可能である。このIP電話番号とは、050番号だけではなく、一般の固定電話と同じ市外局番から始まる番号（0AB - J番号）であっても、同じ事である。（NTT東西のひかり電話等）